# Bjarke
Bjarke er et drengenavn med betydningen bjørn eller stærk som en bjørn. Etymologisk stammer navnet fra nordisk mytologi og findes i Saxo Grammaticus vers. Det kendte heltedigt Bjarkemål beskriver Bjarkes bedrifter ved Rolf Krakes hof i Lejre.

## Kendte personer
- Bjarke Møller, journalist
- Bjarke Ingels, arkitekt
- Kim Bjarke, teaterinstruktør

## Relaterede navne
- Bjarne
- Bjørn